# X 94750
Les XP 94750 sont une courte série de huit autorails bicaisses (une motrice et une remorque attelées en permanence), sous-série des X 4750, de la famille surnommée « Caravelles », que la Société nationale des chemins de fer français (SNCF) classe dans les éléments automoteurs diesel.
Elles sont construites en 1979 pour La Poste afin d'acheminer le courrier vers l'ouest et le nord de la France et sont nommées « rames automotrices postales » (RAP). Elles sont retirées de ce service en 1994. Sept des huit RAP sont alors rachetées par la SNCF pour le service TER Lorraine après remise au type des X 4750 entre 1996 et 1998. La dernière d'entre elles est radiée en 2014.
La huitième rame, restaurée dans sa livrée d'origine et aménagée intérieurement comme lieu d'exposition, fait partie des collections du Musée postal de l'Association des anciens ambulants de Gaillac.

## Origine de la série et description
Dans les années 1970, La Poste souhaite pouvoir transporter rapidement du courrier par voie ferrée sans opération de tri pendant le trajet, contrairement à ce qui se produit dans un ambulant postal : la longueur des trajets prévus ne permet pas cette opération. Elle étudie l'utilisation de rame automotrices Diesel spécifiquement aménagées pour le transport de conteneurs.

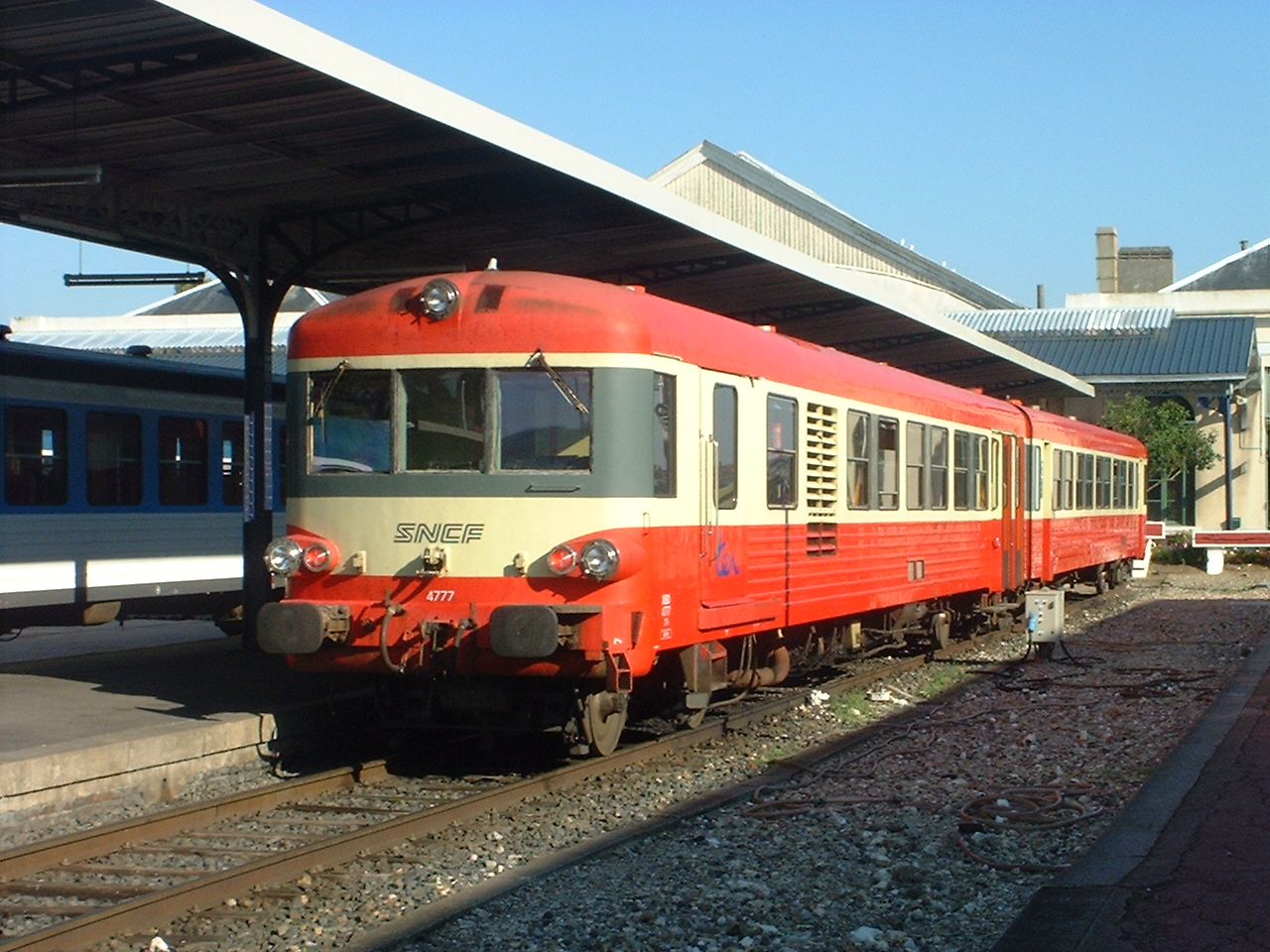
X 4750 d'origine.

Le 22 février 1977, elle commande huit rames à ANF-Industrie pour les caisses, Creusot-Loire pour les moteurs et Voith pour les transmissions. Ces rames indéformables à deux caisses sont, sur le plan technique, en tous points semblables aux X 4750 livrés par le même constructeur à la SNCF entre 1977 et 1981 et dont les performances correspondent aux besoins de La Poste. Elles possèdent des caisses identiques, le même moteur Diesel Saurer S1 DHR et la même transmission hydraulique Voith T 420 R. Leur puissance continue est similaire (412 kW) tout comme leur vitesse maximale (140 km/h).
En raison de l'utilisation particulière qui en est faite, l'aspect extérieur des caisses et leur aménagement intérieur diffèrent fortement du type original. Les faces latérales des caisses ne comportent pas de baies, à l'exception de celles des cabines de conduite, du local de service et des portes de chargement. Ces portes, à raison d'une par face et par caisse, sont situées à proximité de l'intercirculation. Larges de 1,60 m et hautes de 1,80 m, le niveau de leur seuil est compatible avec la hauteur des quais de manutention (1,15 m). Les cabines de conduite, pour leur part, sont dotées de portes d'accès direct depuis le quai alors qu'à l'origine, l'accès aux cabine se fair par la plateforme ou le local à bagages attenants.
L'aménagement intérieur des caisses se réduit à des rambardes et des sangles de fixation contre les parois. Les conteneurs de 200 kg de courrier sont chargés dans les caisses, à raison de trente dans le motrice et trente-six dans la remorque, soit une masse totale de 13,2 t. Sous la responsabilité de l'agent d'accompagnement, ils sont arrimés pendant le transport. Dans cette configuration, la masse en ordre de marche d'une RAP est de 62 t contre 64,5 t pour un X 4750 « classique ».
La livrée extérieure est spécifique : bas de caisse et pavillon rouge grenat, haut de caisse jaune bouton d'or, entourage des baies gris et marquages bleus. Ces marquages sont modifiés en 1985 lorsque l'identité visuelle de l'entreprise évolue

## Services assurés et transformation
Les X 94750 sont rattachés au dépôt de Sotteville.
La mise en service pour le compte de La Poste intervient, pour les premières rames, en avril 1979 avec la liaison Paris Saint-Lazare - Évreux - Caen-PTT puis, peu après, sur la ligne Paris Saint-Lazare - Sotteville-PTT. Sur ces deux lignes, les RAP transportent des conteneurs de lettres ou de sacs. C'est en 1980 que les RAP sont engagées sur la liaison Paris La Chapelle-Évangile - Lezennes-PTT. Au plus fort de leur activité, les X 94750 assurent deux rotations journalières de Paris à Caen, trois de Paris à Sotteville et deux de Paris à Lezennes.

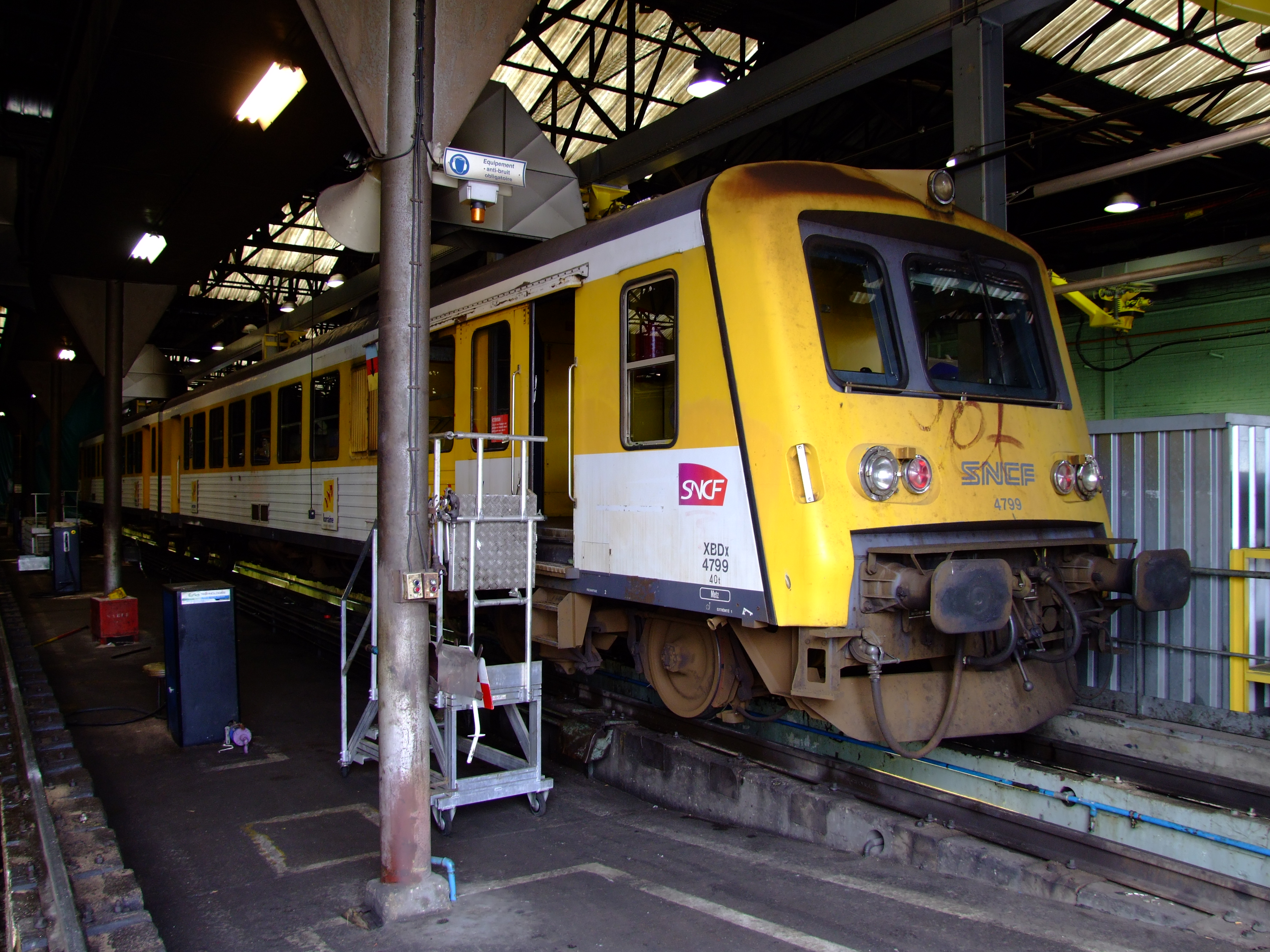
X 4799, ancienne RAP X 94750.

Toutefois, dès la fin des années 1980, La Poste réoriente sa politique d'acheminement du courrier, en privilégiant l'avion et le camion au détriment du train. En 1990, la ligne postale ferroviaire Paris - Caen est supprimée. Peu après, c'est la liaison Paris - Lezennes qui cesse de fonctionner. Enfin, la dernière rotation entre Paris et Sotteville a lieu le 31 octobre 1993.
À l'issue de cette courte carrière, les huit rames, qui ont parcouru entre 972 860 et 1 059 263 km chacune, sont loin d'être amorties. Fin 1994, la SNCF rachète sept d'entre elles pour les modifier. Les motrices sont rééquipées de la même manière et pourvues des mêmes baies que les X 4750 modernisés ; les remorques ne sont pas conservées mais sont remplacées par celles de rames X 4300 amorties ; ces modifications sont réalisées entre février 1996 et janvier 1998 aux ateliers du Mans et les nouvelles rames, immatriculées X 4797 à 4803, sont affectées à Metz.
Les X 4797 à 4803, revêtues de la livrée « Jaune Lithos » du TER Lorraine, assurent des services autour de Metz vers Luxembourg, Sarrebruck, Strasbourg, Mulhouse ou Culmont - Chalindrey, au même titre que les autres X 4750 de Metz. Elles sont radiées entre le 14 septembre 2011 et le 21 décembre 2014.
| Engin    | Mise en service | Transformation   | Livrée  | Dépôt | Particularité        | Radiation         |
| -------- | --------------- | ---------------- | ------- | ----- | -------------------- | ----------------- |
| XP 94750 | 26 avril 1979   | 12 janvier 1994  | Postale | Metz  | transformé en X 4799 | 13 juillet 2012   |
| XP 94751 | 26 avril 1979   | 10 décembre 1990 | Postale | Metz  | transformé en X 4801 | 14 septembre 2011 |
| XP 94752 | 26 avril 1979   | 10 décembre 1990 | Postale | Metz  | transformé en X 4798 | 13 décembre 2012  |
| XP 94753 | 30 mars 1979    | 13 avril 1993    | Postale | Metz  | transformé en X 4800 | 21 décembre 2014  |
| XP 94754 | 26 avril 1979   | 10 décembre 1990 | Postale | Metz  | transformé en X 4802 | 11 juillet 2012   |
| XP 94755 | 30 mars 1979    |                  | Postale |       | préservée            | 10 décembre 1990  |
| XP 94756 | 30 mars 1979    | 13 avril 1993    | Postale | Metz  | transformé en X 4803 | 31 décembre 2013  |
| XP 94757 | 29 octobre 1979 | 4 novembre 1993  | Postale | Metz  | transformé en X 4797 | 30 novembre 2011  |

## Rame préservée
La rame XP 94755, avec sa remorque XRP 98755, est la seule de la série à ne pas avoir été transformée en X 4750. Rachetée par Cannes La Bocca Industries, elle doit être modifiée pour le compte d'un réseau africain. L'opération ne se fait finalement pas et la rame est intégrée au Musée postal de l’Association des anciens ambulants de Gaillac. Son intérieur rénové est aménagé en lieu d'exposition.

## Modélisme
LS Models distribue une reproduction des X 94750 avec deux marquages différents de l'entreprise à l'échelle HO. Pour sa part, et toujours en HO, AMF87 propose un kit permettant la transformation d'un modèle d'élément automoteur diesel Jouef en rame automotrice postale.